# Klooster Maria Ten Hoorn

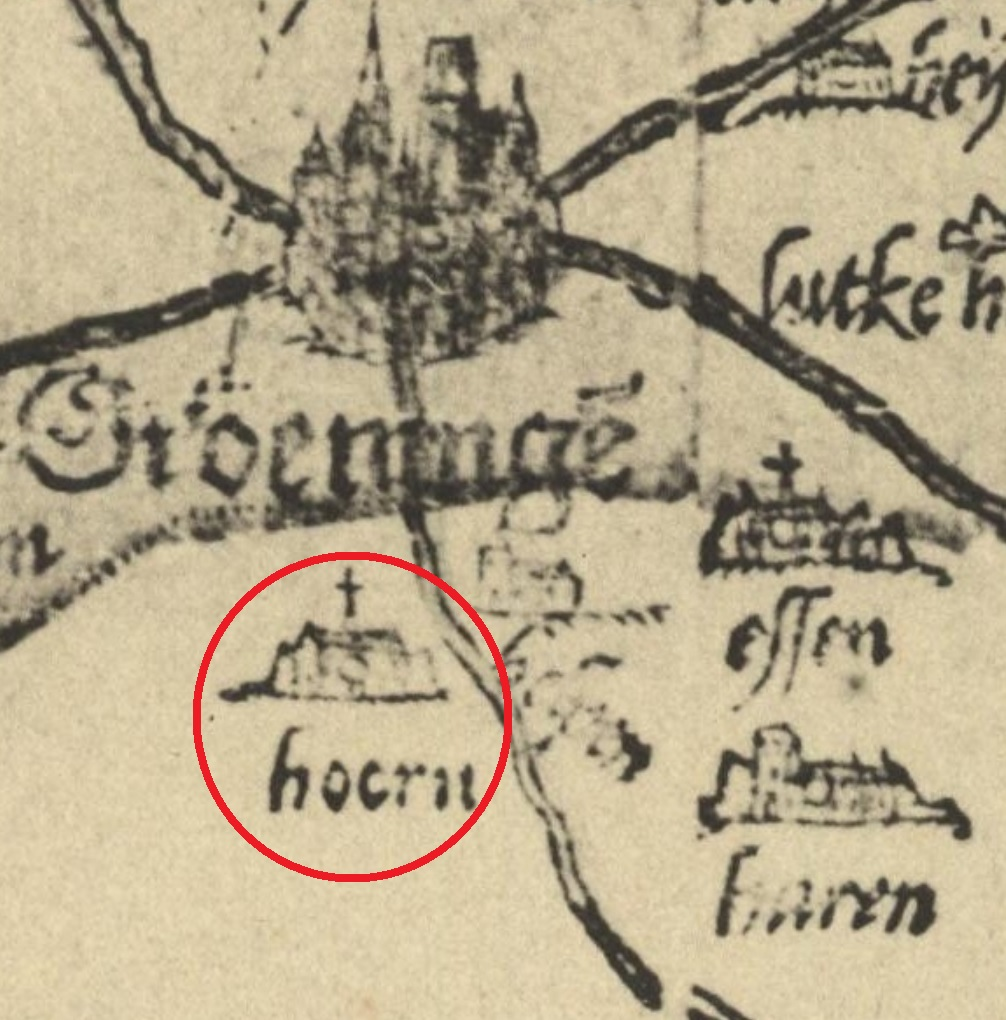
Locatie van het klooster op de gewestkaart van Jacob van Deventer uit ca. 1541. Zie ook de kaart van Sgroten.

Het klooster Ten Hoorn (ook wel genoemd: Klooster Den Hoorn of Onze lieve vrouwe op die hoorn) was een klein vrouwenklooster ten zuiden van de Nederlandse stad Groningen. Het klooster ontleent zijn naam aan een scherpe hoek, een hoorn, in een weg of dijk. Het is gesticht in de eerste helft van de vijftiende eeuw, waarschijnlijk op gronden die in bezit waren van het klooster Maria in Campis te Assen. In de tweede helft van de zestiende eeuw is het klooster alweer gesloten, de zusters die er nog waren zijn toen opgenomen in het Olde Convent in de stad. Het klooster bevond zich ten zuidoosten van het kruispunt van de Laan Corpus den Hoorn met de Paterswoldseweg. Na de kanalisering van het riviertje de Aa wordt het deel ten zuiden van de stad vernoemd naar dit klooster: het Hoornsediep

## Orde
Het klooster Ten Hoorn trad ergens vóór 1529 toe tot de tertiarissen, ook bekend als de Derde orde van Sint Franciscus. In het begin van de vijftiende eeuw trachtte de toenmalige bisschop van Utrecht, Frederik van Blankenheim, enige orde aan te brengen in de verschillende religieuze groeperingen voor vrouwen die dan bestaan: de begijnen, zusters van het Gemene Leven en de tertiarissen. Hij bracht in 1401 een kapittel van Utrecht tot stand voor de tertiarissen. In Groningen trad het Olde Convent toen toe tot de tertiarissen, Ten Hoorn viel vanaf de stichting onder dat kapittel.

## Geschiedenis
De precieze datum van de stichting van het klooster is niet bekend. De gronden waarop het klooster werd gesticht werden in de veertiende eeuw wel genoemd, maar dan als eigendom van het klooster Maria in Campis uit Assen. In 1412 werden deze landerijen deels in eigendom en deels in pacht gegeven aan priester Johannes Wolters uit de stad, waarvan verder niets bekend is. In de volgende vermelding uit 1456 was er voor het eerst sprake van een klooster Up den Hoorn. Het klooster is dus waarschijnlijk gesticht tussen 1412 en 1456. In 1472 werden de tertiarissen 'die gheestlike mageden ten Hoerne' genoemd. Soms komen ze voor als begijnen en soms als nonnen. Van het klooster is een zegel overgeleverd uit 1489 met een staande Maria met kroon en Christus op de linkerarm. Het klooster zelf staat afgebeeld op de gewestkaart van Jacob van Deventer uit in of vóór 1541 en op de iets daarvan verschillende kaart van Christiaan Sgroten uit ca. 1573. Het staat afgebeeld als een gebouw van een of twee beuken met een dakruiter met kruis, maar bekend is dat Van Deventer kloosters niet altijd 'naar het leven' tekende. Kuiken acht het mogelijk dat het niet veel meer was dan de kloosterboerderij die hier in de 14e eeuw al genoemd werd als onderdeel van Maria in Campis. Erbij bevond zich vermoedelijk een kapel aangezien de zusters vanaf 1475 ieder jaar een vigilie moesten bidden voor het zieleheil van een weldoener. In 1571 zijn er een priesterzaal en een gastenkamer aanwezig.
Rond de stad bevonden zich al meerdere kloosters: onder meer in Selwerd, het klooster van Aduard, en het klooster Yesse. Daarnaast hadden de tertiarissen in de stad al het Olde Convent. Deze nabijheid van andere kloosters zal deels de reden geweest zijn dat Ten Hoorn nooit echt tot bloei is gekomen. Wanneer het klooster gesloten is staat niet vast, maar waarschijnlijk gebeurde dit tussen 1571 en 1575. In 1571 wordt er nog een ministerse van Ten Hoorn genoemd en in 1575 wordt dezelfde zuster genoemd als senioerse van het Olde Convent, dat de bezittingen en de zusters van Ten Hoorn opnam.
Na de reductie werd het klooster gesloopt en werd de grond verpacht in de vorm van twee naast elkaar gelegen provincieplaatsen, die vermoedelijk op de grond van het gesloopte klooster werden gebouwd en staan afgebeeld op een kaart van landmeter Henricus Teijsinga uit 1735, de kadastrale minuut van 1832 en latere topografische kaarten. Na de kanalisatie van het Hoornsediep tot het Noord-Willemskanaal werd in 1862 de Eelderstraatweg (nu Paterswoldseweg) erlangs gelegd. De beide boerderijen moesten in de 20e eeuw wijken voor de uitbreidingswijk Corpus den Hoorn. De oostelijke boerderij werd als laatste gesloopt in 1966. Op het terrein werd in 1983 het nieuwe kantoor van Wolters-Noordhoff gebouwd aan de Damsport. Later werd dit gebouw verlaten en omgebouwd tot een appartementencomplex.  

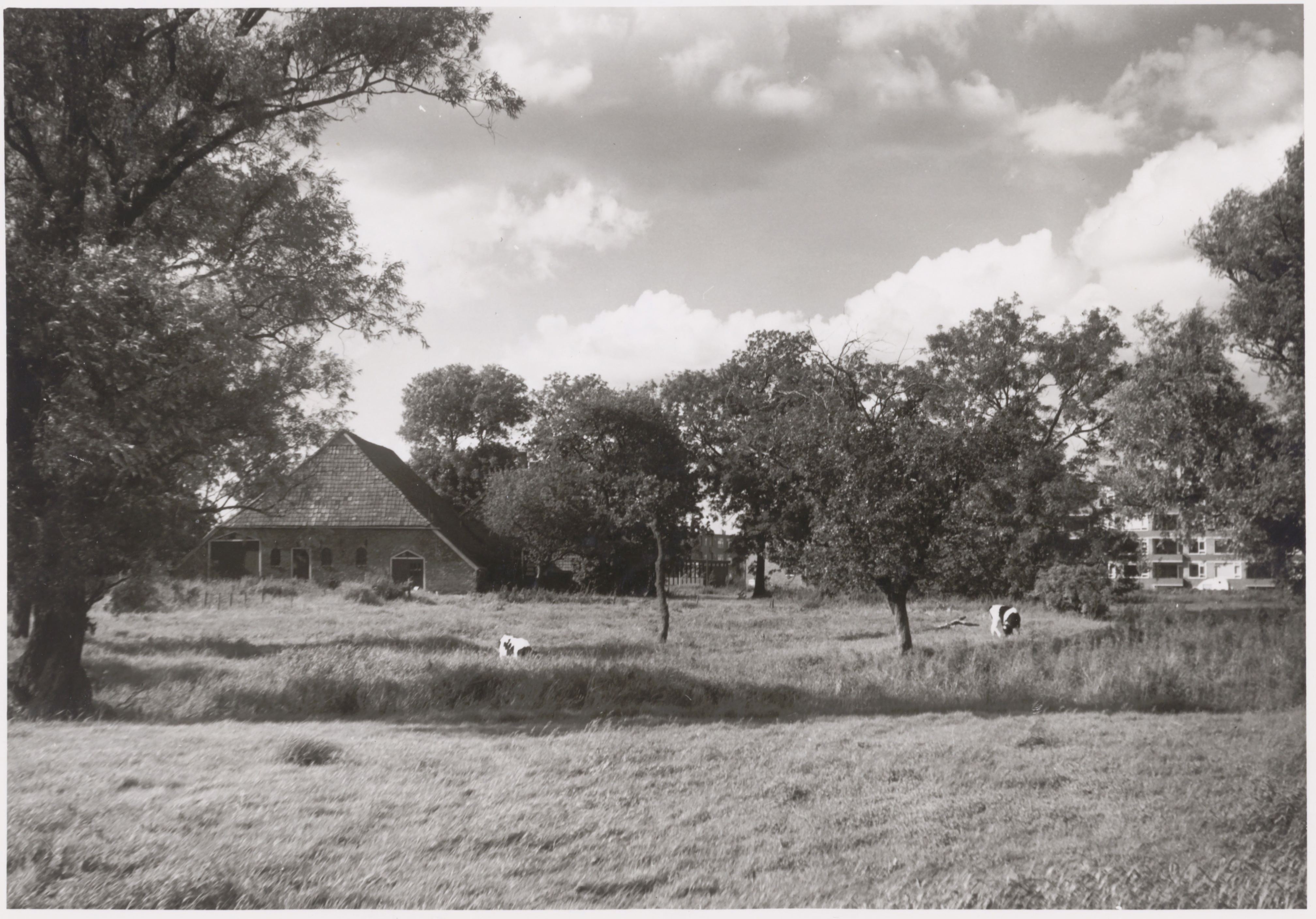
De oostelijke provincieplaats, boerderij Maria ten Hoorn, op het terrein van het voormalige klooster Maria Ten Hoorn (nu Damsport). Gesloopt in 1966. Op de achtergrond rechts de oprukkende nieuwbouw van de wijk Corpus den Hoorn.